# Megathous
Megathous is een geslacht van kevers uit de familie  
kniptorren (Elateridae).
Het geslacht is voor het eerst wetenschappelijk beschreven in 1905 door Reitter.

## Soorten
Het geslacht omvat de volgende soorten:
- Megathous algirinus (Candèze, 1860)
- Megathous altaicus (Schwarz, 1900)
- Megathous barrosi (Méquignon, 1932)
- Megathous dauricus (Mannerheim, 1852)
- Megathous escalerai (Cobos, 1958)
- Megathous ficcuzzensis (Buysson, 1912)
- Megathous fiorii Platia & Marini, 1990
- Megathous hispanicus Platia & Gudenzi, 2005
- Megathous jacobsoni (Reitter, 1905)
- Megathous lizlerwerneri Mertlik, 2005
- Megathous menetriesi (Reitter, 1890)
- Megathous nigerrimus (Desbrochers des Loges, 1869)
- Megathous peyerimhoffi Buysson, 1917
- Megathous pici (Buysson, 1898)
- Megathous rifensis (Cobos, 1969)
- Megathous sedakovii (Mannerheim, 1852)
- Megathous suturalis (Candèze, 1873)
- Megathous valtopinensis Platia & Gudenzi, 2005